# Bezerédj István (főispán)
Bezerédi dr. Bezerédj István (Pest, 1866. február 22. – Szombathely, 1943. május 21.) politikus, országgyűlési képviselő, Vas vármegye alispánja, majd főispánja, irodalmár.

## Élete
A nagy múltú nemes Bezerédj családba született Bezerédj László (1813–1871) és Végh Angéla (1826–181) fiaként a fővárosban. Középiskoláit szülővárosában végezte, majd a Pesti Királyi Tudományegyetemen államtudományi doktori címet szerzett.
1888-ban Vas vármegye tiszteletbeli aljegyzőjévé nevezte ki Radó Kálmán főispán, 1895-től pedig már főjegyző ugyanott. 1901-ben lett vármegyéjének alispánja, majd innen a főispáni székbe került 1906-ban a lemondott Ernuszt József helyére. E tisztétől 1910-ben vált meg. 1927-től, azaz alakulásától egészen haláláig tagja volt a Felsőháznak, melynek 1929-től egyik jegyzője is volt. Országgyűlési munkája során főként a pénzügyi és közigazgatási vitákban szólalt fel.
Politikai tevékenységein felül tagja volt a Tuberkulózis Elleni Küzdelem Országos Bizottságának, és alapítója a Vas Vármegyei Tuberkulózis Elleni Védekező Egyesületnek, de irodalmi munkásságot is kifejtett. 1943-ban érte a halál, a kámi családi sírboltban helyezték örök nyugalomra.

### Családja
1890-ben feleségül vette Puteani Paulina bárónőt, aki három gyermeket szült neki:
- Mária (1892–?)
- László (1898–?); neje: pölöskefői Istóczy Elvira (1902–1971)
- Erzsébet (1901–?)

## Művei
Fordításai:
- A. Fogazzaro: Kis emberek világa (3 kötetben), Budapest, 1910.
- A. Tauquerey: A vallásosság alapvető dogmái, 1940.

Saját művei:
- Bezerédj László emlékezete. 1823-1871.
- Rossi Ferenc levelei az 1764-65. évi pozsonyi országgyűlésből, Szombathelyen, 1943.